# Cyle Larin
Cyle Larin (Brampton, 17 de abril de 1995), é um futebolista canadense que atua como atacante. Atualmente, joga no Mallorca.

## Títulos
Besiktas:
- Süper Lig: 2020–21
- Copa da Turquia: 2020–21